# Ipovolemia
L'ipovolemia è la diminuzione del volume di sangue circolante (volemia).

## Cause principali

### Emorragia
È intesa come la perdita di sangue.
Può essere:
- esterna,  ad esempio attraverso una ferita da taglio;
- interna, causata da un danno agli organi interni: in questo caso il riconoscimento è più difficile. Esempi sono fistole gastrointestinali, lesioni ad arterie o vene viscerali a causa di traumi contundenti, lesioni alla parete degli organi interni (molteplici cause).

### Perdite cutanee
- ustioni gravi
- sudorazione: la sudorazione eccessiva causa perdita di elevate quantità di acqua, fino a 3 litri nell'attività motoria intensa. È innescata da meccanismi di termoregolazione, specialmente dopo sforzi muscolari intensi.

### Perdite gastrointestinali
Vomito e diarrea prolungati causano veloce perdita di acqua, la quale costituisce il 92% del plasma. Una diminuzione dell'acqua nell'organismo, se non reintegrata, è causa di diminuzione di volume di tutti i liquidi, soprattutto quelli extracellulari come il sangue.
Causa di diarrea e vomito è ad esempio un'infezione da colera.

### Perdite renali
- insufficienza renale cronica
- abuso di diuretici
- acidosi tubulare renale
- malattia di Addison
- diabete mellito: il diabete insulino-dipendente causa se non opportunamente curato con insulina un'acidosi generalizzata; nel tubulo renale, durante l'ultrafiltrazione, non si può più scambiare sodio con ione idrogeno, causando massiccia perdita di sodio e potassio con le urine. Questo a sua volta causa perdita di acqua elevata nelle urine per diffusione spinta dalla pressione osmotica.

## Sintomi
Shock ipovolemico:
- tachicardia
- pallore cutaneo evidente
- sudorazione fredda
- repentina caduta della pressione arteriosa

## Terapia
Si somministrano sostituti artificiali del plasma come i plasma expander.

## Prognosi
Lo shock ipovolemico, se non viene rapidamente riconosciuto e curato, porta a morte in pochi giorni per insufficienza multiorgano, che principalmente consiste in insufficienza respiratoria, insufficienza renale e acidosi.